# Vadászszimfónia
A  Vadászszimfónia, Jagdsinfonie vagy Sinfonia da Caccia 4 kürtre és vonósokra Leopold Mozart G-dúrban írt műve. Eredetileg természetes kürtre vagy vadászkürtre, vonós hangszerekre és puskalövésekre lett írva, ami nem szokatlan a szerzőtől. Néhány előadáson felvételről kutyaugatást és kiabálást is bejátszanak.
Tételek:
- Allegro
- Andante più tosto un poco allegretto a gusto d' un Echo
- Menuet

## Kiadások
- Schott
- Eulenburg

## Külső hivatkozások
- Free edition